# Liste der Monuments historiques in Villiers-Herbisse
Die Liste der Monuments historiques in Villiers-Herbisse führt die Monuments historiques in der französischen Gemeinde Villiers-Herbisse auf.

## Liste der Immobilien
| Bezeichnung                    | Beschreibung           | Standort         | Kennzeichnung | Schutzstatus | Datum | Bild           |
| ------------------------------ | ---------------------- | ---------------- | ------------- | ------------ | ----- | -------------- |
| Kirche Assomption-de-la-Vierge | ab dem 12. Jahrhundert | Rue Basse (Lage) | PA00078315    | Classé       | 1958  | weitere Bilder |

## Liste der Objekte
| Bezeichnung                                                               | Beschreibung                                                                        | Standort                                     | Kennzeichnung | Schutzstatus | Datum | Bild |
| ------------------------------------------------------------------------- | ----------------------------------------------------------------------------------- | -------------------------------------------- | ------------- | ------------ | ----- | ---- |
| Skulptur Heiliger Germanus                                                | Holz, farbig gefasst, zweite Hälfte des 16. Jahrhunderts                            | in der Kirche Assomption-de-la-Vierge (Lage) | PM10002954    | Classé       | 1966  |      |
| Pietà                                                                     | Kalkstein, einfarbig gefasst, zweite Hälfte des 16. Jahrhunderts                    | in der Kirche Assomption-de-la-Vierge (Lage) | PM10002946    | Classé       | 1908  |      |
| Zwei Skulpturen: Madonna mit Kind und Johannes der Täufer                 | Kalkstein, einfarbig gefasst, 16. Jahrhundert                                       | in der Kirche Assomption-de-la-Vierge (Lage) | PM10004947    | Classé       | 1911  |      |
| Skulptur Madonna mit Kind                                                 | Kalkstein, erste Hälfte des 16. Jahrhunderts                                        | in der Kirche Assomption-de-la-Vierge (Lage) | PM10002947    | Classé       | 1911  |      |
| Skulpturengruppe Martyrium des heiligen Quintinus                         | Kalkstein, farbig gefasst, 16. Jahrhundert                                          | in der Kirche Assomption-de-la-Vierge (Lage) | PM10002945    | Classé       | 1908  |      |
| Taufbecken                                                                | Kalkstein, um 1500                                                                  | in der Kirche Assomption-de-la-Vierge (Lage) | PM10002951    | Classé       | 1913  |      |
| Kirchenfenster                                                            | aus dem 16. Jahrhundert                                                             | in der Kirche Assomption-de-la-Vierge (Lage) | PM10002944    | Classé       | 1897  |      |
| Kruzifix                                                                  | Holz, farbig gefasst, 18. Jahrhundert                                               | in der Kirche Assomption-de-la-Vierge (Lage) | PM10002950    | Classé       | 1911  |      |
| Piscina                                                                   | Kalkstein, 16. Jahrhundert                                                          | in der Kirche Assomption-de-la-Vierge (Lage) | PM10002949    | Classé       | 1911  |      |
| Skulpturengruppe Marienleben, Kreuzweg und Auferstehung                   | 15 Skulpturen bzw. -gruppen auf Sockeln; Holz, vergoldet, Ende des 16. Jahrhunderts | in der Kirche Assomption-de-la-Vierge (Lage) | PM10002952    | Classé       | 1925  |      |
| Relief Grablegung                                                         | Kalkstein, farbig gefasst und vergoldet, Ende des 16. Jahrhunderts                  | in der Kirche Assomption-de-la-Vierge (Lage) | PM10002953    | Classé       | 1925  |      |
| Skulptur Madonna mit Kind auf dem Heiligen Haus, getragen von zwei Engeln | Kalkstein, zweite Hälfte des 16. Jahrhunderts                                       | in der Kirche Assomption-de-la-Vierge (Lage) | PM10002948    | Classé       | 1911  |      |